# 東京ロボット新聞
東京ロボット新聞は、ケイブンシャがかつて発行していた季刊誌。
vol.00-01からvol.00-06までの全6誌が発行された。
vol.00-06誌上にて「vol.00-07は2001年3月20日発売予定」とされていたが、その後現在まで休刊となっている。

## 連載していた漫画
- 「完全懲悪コダイオー」 はぬまあん
- 「あふたーでい機甲文」 川上稔原作、中北晃二作画
- 他

## バックナンバー
- vol.00-01 1,260円 1999年8月 ISBN 9784766932591
- vol.00-02 1,260円 2000年1月 ISBN 9784766933819
- vol.00-03 1,260円 2000年4月 ISBN 9784766934496
- vol.00-04 1,029円 2000年8月 ISBN 9784766935271
- vol.00-05 1,029円 2000年10月 ISBN 9784766936148
- vol.00-06 1,260円 2001年1月 ISBN 9784766936810